# Pankreas-Elastase
Die Pankreas-Elastase (Elastase-1, chymotrypsin-like elastase 1 Gen-Name: CELA1) ist ein Verdauungsenzym, das in der Bauchspeicheldrüse aller Wirbeltiere gebildet wird. Das Enzym spaltet Proteine auf (so genannte Endopeptidase) und gehört allgemein zu den Elastasen. Es wird mit anderen Verdauungsenzymen, wie beispielsweise der Alpha-Amylase, der Lipase, Trypsin und Phospholipasen von der Bauchspeicheldrüse in den Dünndarm abgegeben. Elastase wird in der Bauchspeicheldrüse als inaktive Vorstufe (Proelastase, ein Zymogen) gebildet und erst im Dünndarm durch Trypsin in die aktive Form überführt.

## Geschichte
Entdeckt wurde die Pankreas-Elastase 1949 von den Ungarn Józef Baló (geb. 1898) und Ilona Banga (geb. 1906). Letztere isolierte es auch 1952. Die These der beiden war, dass die Elastase bei Atherosklerose die elastischen Fasern der Zellwände zerstört. Diese Annahme konnte jedoch durch Versuchsreihen mit Hühnern von D. M. Tennent 1956 widerlegt werden.

## Funktion
Pankreaselastase wird im Pankreas als inaktives Zymogen (Proelastase) produziert und im Dünndarm durch Spaltung mit Trypsin zu dem Enzym Elastase aktiviert. Das aktive Verdauungsenzym spaltet insbesondere Elastin. Die Pankreaselastase wird unverändert mit dem Stuhl ausgeschieden.

## Labordiagnostische Bedeutung
Die Elastase bleibt während der Darmpassage stabil und reichert sich im Stuhl an. Die Menge der im Stuhl gefundenen Pankreas-Elastase-1 gibt Aufschluss über die exokrine Funktion der Bauchspeicheldrüse. Während akuter Entzündungen der Bauchspeicheldrüse tritt die Pankreas-Elastase in das Blut über und kann daher im Serum gemessen werden. Eine erniedrigte Pankreaselastase-Konzentration im Stuhl ist ein Hinweis auf eine exokrine Pankreasinsuffizienz oder Mukoviszidose. Der ELISA-Test auf fäkale Elastase-1 wurde 1989 an der Uni Gießen entwickelt.
Die Elastase aus dem Stuhl wird bei unklaren Durchfällen oder Verstopfungen, Fettstühlen, Blähungen und Gewichtsverlust bestimmt; zudem bei Oberbauchschmerzen und Nahrungsmittelunverträglichkeiten. Bei Verdacht auf eine akute Bauchspeicheldrüsenentzündung oder einen akuten Schub einer chronischen Bauchspeicheldrüsenentzündung kann die Bestimmung aus dem Serum erfolgen. Es handelt sich um einen sensitiven und spezifischen Nachweis des Entzündungsgeschehens.
Der Referenzwert im Stuhl beträgt für Erwachsene und Kinder nach dem ersten Lebensmonat 200 bis > 500 μg E1/g. 100–200 μg E1/g Stuhl werden als mittlere bis leichte exokrine Pankreasinsuffizienz, Werte < 100 μg E1/g Stuhl als schwere exokrine PankreasInsuffizienz beurteilt. Bei erniedrigten fäkalen Pankreas-Elastase 1-Werten sollten zur Behandlung der exokrinen Pankreasinsuffizienz die fehlenden Pankreasenzyme mit Pankreatin oder den vegetarischen Rizoenzymen substituiert werden. Im Serum liegt der Normalwert < 3,5 ng/ml.
Ein erhöhter Elastase-Wert im Blutserum spricht für eine akute Bauchspeicheldrüsenentzündung oder einen akuten Schub einer chronischen Bauchspeicheldrüsenentzündung, ein erhöhter Wert im Stuhl hat keine klinische Bedeutung.
Erniedrigte Elastase-Werte im Blutserum haben keine Bedeutung. Verminderte Werte im Stuhl deuten auf eine verminderte Produktion der Verdauungsenzyme hin. Dies kann beispielsweise die Folge einer chronischen Bauchspeicheldrüsenentzündung, eines Pankreaskarzinoms (Bauchspeicheldrüsenkrebs) oder eines Zystenpankreas sein. Zudem können die erniedrigten Werte auf einen chronischen Alkoholmissbrauch hinweisen. Bei Kindern finden sich erniedrigte Werte bei einer genetisch bedingten Stoffwechselstörung, der Mukoviszidose. Die erniedrigten Elastase-Werte sind dann bereits in den ersten Lebenswochen feststellbar.